# Albert Gottschalk
Albert Gottschalk (født 3. juli 1866 i Stege, død 13. februar 1906 på Frederiksberg) var en dansk maler. Han var personligt og kunstnerisk knyttet til digterne Johannes Jørgensen, Viggo Stuckenberg og Sophus Claussen.
Gottschalk kom i lære hos Krøyer, som blev en stor inspirationskilde for ham. Derudover fik han et personligt venskab med Johannes Larsen, Peter Hansen og de andre fynske malere, som var skyld i, at Gottschalk blev medlem af kunstnersammenslutningen Den Frie i 1900.
Desuden blev han inspireret af fransk kunst, som han blev introduceret til af Karl Madsen. Han rejste bl.a. til Rom og Paris.
Gottschalk var ambitiøs, teknisk dygtig og han arbejdede længe med motiverne i hovedet før udførelsen. Han ledte længe efter motiverne, som han cyklede rundt efter i Danmark og navnlig fandt i omegnen af København. Selve udførelsen af Gottschalks malerier er ofte skitseagtig med et personligt præg, der ikke var velset i samtiden, men senere har bevirket at hans værker bliver opfattet som friskere og mere tidløse end den øvrige kunst fra Gottschalks tid. Gottschalks sene værker peger frem mod det modernistiske ekspressionistiske maleri.
Gottschalks værker er repræsenteret på blandt andet:
- Statens Museum for Kunst, København
- Den Hirschsprungske Samling, København
- KUNSTEN Museum of Modern Art Aalborg, Aalborg
- Ateneum, Helsinki

Han er begravet på Mosaisk Vestre Begravelsesplads.

## Billeder
| - Værker af Albert Gottschalk - Nature Morte med dødningehoved, 1883 - Vejen forbi "Store Godthaab" Et hus/landsted på Godthåbsvej, Frederiksberg, 1884 - Esrumvejen ved Helsingør, 1887 - Den ydre slotsgård ved Kronborg, 1887 - Allé i Søndermarken, 1889 - Eftermiddag i april, 1897 Foto: Statens Museum for Kunst - Fra Christiansborg Ridebane mod Marmorbroen. Mellem 1884 og 1900 - Portræt af en kvinde i sort. Mellem 1884 og 1900 - Foderhuset ved Ulvedalene, Dyrehaven, 1902 - Gade i Gilleleje. Mellem 1884 og 1906 - Fra Skt. Jørgensbjerg ved Roskilde. Grå Vinterdag, 1894 - En gammel haveport. Motiv fra Køgegård, 1894 - Stubmølle ved Køge, 1898 - Studiehoved, 1899 - Porta Furba (it), Rom, 1904 - Tidlig forårsdag i Glostrup - Ruiner i Campanien - Fra Køge Å - Kastanjeallé ved Eremitagen. Uklar datering - Sommerdag i udkanten af København (fra en baghave på Vesterbro) Ukendt dato |